# Axel Högel

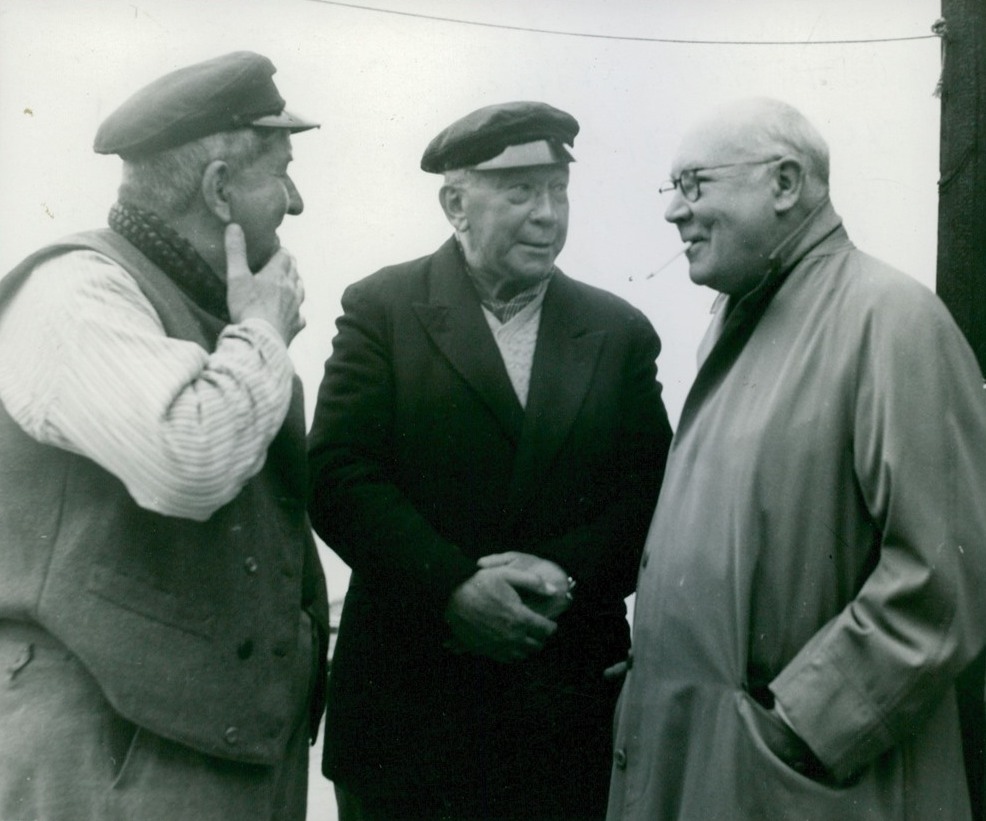
Axel Högel (centro) con Josua Bengtson (izq.) y Gustaf Molander (der.) en 1952

Axel Högel (23 de marzo de 1884 - 20 de septiembre de 1970) fue un actor teatral y cinematográfico de nacionalidad sueca.

## Biografía
Nacido en Estocolmo, Suecia, su nombre completo era Axel Erik Högel. 
Estudió interpretación en la escuela del Teatro Dramaten desde 1902 a 1905. Debutó en el cine en 1920 con la película de Gustaf Molander Bodakungen, trabajando a lo largo de su carrera en más de 100 producciones cinematográficas. 
Axel Högel falleció en Estocolmo en 1970. Había estado casado desde 1927 con la actriz Karin Högel.

## Teatro (selección)
- 1908 : Las preciosas ridículas, de Molière, escenografía de Emil Grandinson, Teatro Dramaten
- 1908 : Samvetets mask, de Ludwig Anzengruber, escenografía de Gustaf Linden, Dramaten
- 1914 : La doncella de Orleans, de Friedrich Schiller, Svenska teatern[2]
- 1915 : Pariserluft, de Martin Knopf, Vasateatern[3]
- 1919 : Fanvakt, de Otto Rung, escenografía de Tor Hedberg, Dramaten
- 1920 : Paradsängen, de Gunnar Heiberg, escenografía de Karl Hedberg, Dramaten
- 1920 : Det röda bandet, de Carl Mathern y Toni Impekoven, escenografía de Karl Hedberg, Dramaten
- 1920 : Markis von Keith, de Frank Wedekind, escenografía de Karl Hedberg, Dramaten
- 1921 : Turandot, de Carlo Gozzi, escenografía de Olof Molander, Dramaten
- 1921 : Hemkomsten, de Robert de Flers y François Wiener, escenografía de Karl Hedberg, Dramaten
- 1921 : Villa Hjärtedöd, de George Bernard Shaw, escenografía de Karl Hedberg, Dramaten
- 1922 : Jokern, de H. Marsh Harwood, escenografía de Olof Molander, Dramaten
- 1922 : Cirkeln, de W. Somerset Maugham, escenografía de Gustaf Linden, Dramaten
- 1922 : Storfursten, de Sacha Guitry, escenografía de Olof Molander, Dramaten
- 1923 : Kära släkten, de Gustav Esmann, escenografía de Tor Hedberg, Dramaten[4]
- 1923 : Föräldrar, de Otto Benzon, escenografía de |Olof Molander, Dramaten
- 1923 : Värdshuset Råbocken, de Oliver Goldsmith, escenografía de Olof Molander, Dramaten
- 1924 : Äventyrens värld, de  Christian Günther, escenografía de Karl Hedberg, Dramaten
- 1925 : Santa Juana, de George Bernard Shaw, escenografía de Gustaf Linden, Dramaten
- 1927 : Ombord, de Guillermo de Suecia, escenografía de Olof Molander, Dramaten
- 1927 : Doktor Mirakel, de Robert de Flers y François Wiener, escenografía de Karl Hedberg, Dramaten
- 1927 : Markisinnan, de Noel Coward, escenografía de Karl Hedberg, Dramaten
- 1928 : Hoppla, vi lever!, de Ernst Toller, escenografía de Per Lindberg, Dramaten
- 1928 : Ryktbarhet, de Arnold Bennett, escenografía de Gustaf Linden, Dramaten
- 1928 : Las aves, de Aristófanes, escenografía de Olof Molander, Dramaten
- 1929 : Siegfried, de Jean Giraudoux, escenografía de Olof Molander, Dramaten
- 1930 : Topaze, de Marcel Pagnol, escenografía de Gustaf Linden, Dramaten
- 1930 : Ungkarlspappan, de Edward Childs Carpenter, escenografía de Olof Molander, Dramaten
- 1931 : Thalias barn, de Tor Hedberg, escenografía de Gustaf Linden, Dramaten
- 1931 : Jag har varit en tjuv!, de Sigfrid Siwertz, escenografía de Olof Molander, Dramaten
- 1931 : Pickwick-klubben,de František Langer a partir de Charles Dickens, escenografía de Olof Molander, Dramaten
- 1932 : Pickwick-klubben, de František Langer a partir de Charles Dickens, escenografía de Olof Molander, Dramaten
- 1932 : Majestät, de Marika Stiernstedt, escenografía de Olof Molander, Dramaten
- 1932 : Revisorn, de Nikolái Gógol, escenografía de Alf Sjöberg, Dramaten
- 1932 : Guds gröna ängar, de Marc Connelly, escenografía de Olof Molander, Dramaten
- 1933 : Mäster Olof, de August Strindberg, escenografía de Olof Molander, Dramaten
- 1934 : De hundra dagarna, de Benito Mussolini y Giovacchino Forzano, escenografía de Rune Carlsten, Dramaten
- 1934 : För sant att vara bra, de George Bernard Shaw, escenografía de Rune Carlsten, Dramaten
- 1934 : Rivalerna, de Richard Brinsley Sheridan, escenografía de Alf Sjöberg, Dramaten
- 1934 : Un sombrero de paja de Italia, de Eugene Labiche, escenografía de Olof Molander, Dramaten
- 1934 : En hederlig man, de Sigfrid Siwertz, escenografía de Alf Sjöberg, Dramaten
- 1935 : Kvartetten som sprängdes, de Birger Sjöberg, escenografía de Rune Carlsten, Dramaten
- 1935 : Den gröna fracken, Gaston Arman de Caillavet, escenografía de Rune Carlsten, Dramaten
- 1936 : Kvartetten som sprängdes, de Birger Sjöberg, escenografía de Rune Carlsten, Dramaten
- 1936 : Fridas visor, de Birger Sjöberg, escenografía de Rune Carlsten, Dramaten
- 1937 : Vår ära och vår makt, de Nordahl Grieg, escenografía de Alf Sjöberg, Dramaten
- 1937 : Khaki, de Paul Raynal, escenografía de Alf Sjöberg, Dramaten
- 1937 : Kungens paket, de Staffan Tjerneld y Alf Henrikson, escenografía de Rune Carlsten, Dramaten
- 1938 : Spel på havet, de Sigfrid Siwertz, escenografía de Alf Sjöberg, Dramaten
- 1939 : Mitt i Europa, de Robert E. Sherwood, escenografía de Rune Carlsten, Dramaten
- 1939 : Paul Lange och Tora Parsberg, de Bjørnstjerne Bjørnson, escenografía de Rune Carlsten, Dramaten
- 1939 : Nederlaget, de Nordahl Grieg, escenografía de Svend Gade, Dramaten
- 1940 : Mucho ruido y pocas nueces, de William Shakespeare, escenografía de Alf Sjöberg, Dramaten
- 1940 : De ratones y hombres, de John Steinbeck, escenografía de Alf Sjöberg, Dramaten
- 1940 : Den lilla hovkonserten, de Toni Impekoven y Paul Verhoeven, escenografía de Rune Carlsten, Dramaten
- 1942 : Claudia, de Rose Franken, escenografía de Carlo Keil-Möller, Dramaten
- 1943 : Vår hemliga dröm, de Robert Boissy, escenografía de Carlo Keil-Möller, Dramaten
- 1943 : Den stora skuggan, de Carlo Keil-Möller, escenografía de Carlo Keil-Möller, Dramaten
- 1943 : Kungen, de Robert de Flers, Emmanuel Arène y Gaston Arman de Caillavet, escenografía de Rune Carlsten, Dramaten
- 1947 : El sueño, de August Strindberg, escenografía de Olof Molander, Malmö stadsteater
- 1951 : Simon trollkarlen, de Tore Zetterholm, escenografía de Arne Ragneborn, Dramaten

## Selección de su filmografía
- 1920 : Bodakungen
- 1923 : Johan Ulfstjerna
- 1924 : 33.333
- 1925 : Ingmarsarvet
- 1935 : Järnets män
- 1935 : Kanske en gentleman
- 1936 : Familjen som var en karusell
- 1936 : Bombi Bitt och jag
- 1937 : En flicka kommer till sta'n
- 1937 : Häxnatten
- 1938 : Kamrater i vapenrocken
- 1938 : Dollar
- 1939 : Då länkarna smiddes
- 1939 : I dag börjar livet
- 1939 : Kadettkamrater
- 1939 : Vi två
- 1939 : Hennes lilla Majestät
- 1940 : ... som en tjuv om natten
- 1940 : Vi tre
- 1941 : Tänk, om jag gifter mig med prästen
- 1941 : Landstormens lilla argbigga
- 1942 : Rid i natt!
- 1942 : Rospiggar
- 1942 : Vårat gäng
- 1942 : Fallet Ingegerd Bremssen
- 1943 : Lille Napoleon
- 1943 : Brödernas kvinna
- 1943 : I mörkaste Småland
- 1944 : Prins Gustaf
- 1944 : Kejsarn av Portugallien
- 1944 : När seklet var ungt
- 1945 : Den glade skräddaren
- 1945 : Tre söner gick till flyget
- 1945 : Jagad
- 1945 : Svarta rosor
- 1946 : Hotell Kåkbrinken
- 1946 : Klockorna i Gamla Sta'n
- 1946 : Saltstänk och krutgubbar
- 1946 : Begär
- 1947 : Livet i Finnskogarna
- 1947 : Rallare
- 1948 : Lars Hård
- 1949 : Smeder på luffen
- 1949 : Havets son
- 1949 : Sven Tusan
- 1949 : Lång-Lasse i Delsbo
- 1950 : Min syster och jag
- 1950 : Kvartetten som sprängdes
- 1950 : När Bengt och Anders bytte hustrur
- 1950 : Frökens första barn
- 1951 : Hon dansade en sommar
- 1952 : Oppåt med Gröna Hissen
- 1952 : Flottare med färg
- 1952 : Mot framtiden
- 1952 : För min heta ungdoms skull
- 1952 : Ubåt 39
- 1953 : Ingen mans kvinna
- 1954 : Herr Arnes penningar
- 1954 : Gud Fader och tattaren
- 1954 : Storm över Tjurö
- 1955 : Janne Vängman och den stora kometen
- 1955 : Karusellen i fjällen
- 1955 : Älskling på vågen
- 1956 : Kulla-Gulla
- 1956 : Johan på Snippen
- 1956 : Ett dockhem
- 1957 : Gårdarna runt sjön
- 1957 : Johan på Snippen tar hem spelet
- 1958 : Den store amatören
- 1959 : Guldgrävarna
- 1960 : Oväder